# Euromil
Europese Organsiatie van Militaire Verenigingen en Vakbonden (Engels: European Organisation of Military Associations and Trade Unions), kortweg EUROMIL, is een Europese koepelorganisatie van 34 vakbonden en vakcentrales die de belangen behartigen van militair personeel in 22 landen. De hoofdzetel is gelegen te Brussel.

## Aangesloten vakbonden en -centrales
Voor Nederland zijn de FNV-bonden Algemene Federatie Militair Personeel (AFMP) en Marechausseevereniging (MARVER) aangesloten. Voor België is dit de Algemene Centrale van het Militair Personeel (ACMP).